# ギターを持った渡り鳥
『ギターを持った渡り鳥』（ギターをもったわたりどり）は、1959年公開の日本映画および、主演の小林旭が作中で歌い同年にシングル発売された、同映画の主題歌の題名。
同年夏に公開された小林主演の『南国土佐を後にして』がヒットしたことを受けて制作されたアクション映画。北海道函館市を舞台とした本作もヒットし、以降1962年まで、設定を引き継いだ合計8作の『渡り鳥シリーズ』が制作された。8作いずれも刑事をやめてギターの流しとなった主人公・滝 伸次が、流れ着いた土地で女性と知り合ったのち、暗躍する黒幕を懲らしめて旅立つというプロットである。

## キャスト
- 滝伸次：小林旭
- 秋津由紀：浅丘ルリ子

- 庄司澄子：中原早苗
- リエ（バーの女主人）：渡辺美佐子
- 秋津礼三郎（由紀の父・澄子の兄・秋津組組長）：金子信雄

- 安川（海運会社社員）：青山恭二
- 殺し屋ジョージ ：宍戸錠
- マリ（踊り子・ジョージを追う女）：白木マリ
- 沼田刑事：二本柳寛

- 庄司明夫（澄子の夫・海運会社社長）：木浦佑三
- 海上保安官1：鈴木三右衛門
- マッサージ師：神戸瓢介
- スベニヤショップ[3]店主：片桐恒男
- 鉄（流し・秋津組子分）：青木富夫
- 馬場（秋津組幹部）：弘松三郎

- 船長：伊丹慶治
- サブ（流し・秋津組子分）：野呂圭介
- 源次（流し・秋津組子分）：近江大介
- 海上保安官2：水谷謙之
- 清水（流し・秋津組子分）：高田保
- 秋津組子分：宮川敏彦
- 澤田土建の作業員：衣笠一夫

- 小料理屋のおかみ：原恵子
- 房子（バーの女中）：清水千代子
- 秋津組子分：菊田一郎
- 澤田土建の作業員：倉田栄三
- 秋津組子分：渡井嘉久雄

## スタッフ
※衆議院議員（当時）の原健三郎が脚本としてクレジットされているが、脚本には関与していない（原健三郎#フィルモグラフィ参照）。児井英生によれば、「ギターを持った渡り鳥」の曲だけ持って原の家を訪れ、ストーリーの相談をし、原のハリウッドの撮影現場の話や日本に輸入されていない映画のストーリーについてなど、三時間程の話をメモした。その後原から映画に関する分厚い資料が届いた、原の資料をもとに山崎と二人で構想を練った。原健三郎「原案」としている。脚本は松浦健郎に頼もうとしたが、多忙で断られ、山崎を推薦されたという。
- 監督：齋藤武市
- 企画：児井英生
- 原作：小川英
- 脚本：山崎巌、原健三郎
- 撮影：高村倉太郎
- 照明：大西美津男
- 録音：米津次男
- 美術：坂口武玄
- 編集：近藤光雄
- 音楽：小杉太一郎
- 助監督：神代辰巳
- 主題歌：小林旭（コロムビアレコード）
  - 「ギターを持った渡り鳥」（作詞：西沢爽 作曲：狛林正一）
  - 「地獄のキラー」（作詞：古雅ともみち 作曲：小杉太一郎）
- 振付：竹部薫
- 技斗：高瀬将敏

## 続編
- 口笛が流れる港町
- 渡り鳥いつまた帰る
- 赤い夕陽の渡り鳥
- 大草原の渡り鳥
- 波濤を越える渡り鳥
- 大海原を行く渡り鳥
- 北帰行より 渡り鳥北へ帰る
- 渡り鳥故郷へ帰る

## ネット配信
- YouTube「日活フィルム・アーカイブ」：2025年1月30日12:00 - 同年2月13日11:59（JST）

## 楽曲
上記映画公開と同時期に、同名主題歌『ギターを持った渡り鳥』（ギターをもったわたりどり）のシングル盤が発売された（コロムビアレコード、規格品番：SA-280）。

### 収録曲
1. ギターを持った渡り鳥（3分43秒）
作詞：西沢爽、作曲・編曲：狛林正一
2. 地獄のキラー（3分30秒）
作詞：古雅ともみち、作曲・編曲：小杉太一郎